# Huperzia
Huperzia er en af flere slægter i Ulvefod-familien (Lycopodiaceae). Huperzia hører til blandt de mest primitive af alle Karplanter og formerer sig ved sporer. De er jordboende eller epifyttiske. Slægten har i alt ca. 400 arter hvoraf ca. 15 er udbredt i tempererede egne.
Den sporebærende plante er regelmæssigt forgrenet, og den består af en kort jordstængel med trævlerødder og en overjordisk del med talrige, tætsiddende og spiralstillede, ret små blade der nærmest kan ligne nåletræernes nåle – har også en overfladisk lighed med planten Revling og visse typer mos (men ulvefod er ikke beslægtet med nogen af disse). Sporer dannes på bladene, og der, hvor de spirer, dannes der enten en tvekønnet, masse med fotosyntese eller nogle underjordiske, forgrenede organer, som opsøger symbiose med en svamp. På disse over- eller underjordiske organer dannes der ægceller og fritsvømmende sædceller. Efter befrugtning dannes den sporebærende generation.
Adskiller sig fra Lycopodium ved at mangle strobili, ved ikke at have lange krybende jordstængler og er generelt mere kraftig og busket end Lycopodium.
| Arter i Danmark |

- Otteradet Ulvefod (Huperzia selago)

| Portal | Portal:Botanik |

| Botanik | Spire Denne botanikartikel er en spire som bør udbygges. Du er velkommen til at hjælpe Wikipedia ved at udvide den. |